# Trematosauridae
Los trematosáuridos (Trematosauridae) son una familia de anfibios temnospondilos grandes, con muchos miembros. Los primeros aparecieron durante el Olenekiense durante el periodo Triásico Temprano, y existieron hasta el Carniense en el Triásico Tardío. Para el Triásico Medio, se habían extendido ampliamente a través de Laurasia y Gondwana con fósiles hallados en Europa, Asia, Madagascar, y Australia. Era una de las familias más divergente de la superfamilia Trematosauroidea, en la cual era la única familia que tenía un estilo de vida marino en su totalidad. Los hocicos largos y delgados de característicos de los trematosauridos, con algunos miembros con la parte frontal de la cabeza similar al de los gaviales modernos. Tradicionalmente dos subfamilias dentro de Trematosauridae pueden ser identificadas, Trematosaurinae con nariz relativamente corta y Lonchorhynchinae de nariz más larga.
Cladograma de Steyer (2002) mostrando las relaciones filogenéticas de los trematosáuridos:
|  | Tertrema                                                       |
|  |                                                                |
|  | \| \| Lyrocephaliscus \| \| \| \| \| \| Platystega \| \| \| \| |
|  |                                                                |
|  | Lyrocephaliscus                                                |
|  |                                                                |
|  | Platystega                                                     |
|  |                                                                |

|  | Lyrocephaliscus |
|  |                 |
|  | Platystega      |
|  |                 |

|  | Luzocephalus                                                    |
|  |                                                                 |
|  | \| \| Trematosaurus \| \| \| \| \| \| Trematosuchus \| \| \| \| |
|  |                                                                 |
|  | Trematosaurus                                                   |
|  |                                                                 |
|  | Trematosuchus                                                   |
|  |                                                                 |

|  | Trematosaurus |
|  |               |
|  | Trematosuchus |
|  |               |

|  | Tertrema                                                       |
|  |                                                                |
|  | \| \| Lyrocephaliscus \| \| \| \| \| \| Platystega \| \| \| \| |
|  |                                                                |
|  | Lyrocephaliscus                                                |
|  |                                                                |
|  | Platystega                                                     |
|  |                                                                |

|  | Lyrocephaliscus |
|  |                 |
|  | Platystega      |
|  |                 |

|  | Luzocephalus                                                    |
|  |                                                                 |
|  | \| \| Trematosaurus \| \| \| \| \| \| Trematosuchus \| \| \| \| |
|  |                                                                 |
|  | Trematosaurus                                                   |
|  |                                                                 |
|  | Trematosuchus                                                   |
|  |                                                                 |

|  | Trematosaurus |
|  |               |
|  | Trematosuchus |
|  |               |

|  | Erythrobatrachus                                                |
|  |                                                                 |
|  | Cosgriffius                                                     |
|  |                                                                 |
|  | \| \| Stoschiosaurus \| \| \| \| \| \| Wantzosaurus \| \| \| \| |
|  |                                                                 |
|  | Stoschiosaurus                                                  |
|  |                                                                 |
|  | Wantzosaurus                                                    |
|  |                                                                 |

|  | Stoschiosaurus |
|  |                |
|  | Wantzosaurus   |
|  |                |

|  | Erythrobatrachus                                                |
|  |                                                                 |
|  | Cosgriffius                                                     |
|  |                                                                 |
|  | \| \| Stoschiosaurus \| \| \| \| \| \| Wantzosaurus \| \| \| \| |
|  |                                                                 |
|  | Stoschiosaurus                                                  |
|  |                                                                 |
|  | Wantzosaurus                                                    |
|  |                                                                 |

|  | Stoschiosaurus |
|  |                |
|  | Wantzosaurus   |
|  |                |

|  | Tertrema                                                       |
|  |                                                                |
|  | \| \| Lyrocephaliscus \| \| \| \| \| \| Platystega \| \| \| \| |
|  |                                                                |
|  | Lyrocephaliscus                                                |
|  |                                                                |
|  | Platystega                                                     |
|  |                                                                |

|  | Lyrocephaliscus |
|  |                 |
|  | Platystega      |
|  |                 |

|  | Luzocephalus                                                    |
|  |                                                                 |
|  | \| \| Trematosaurus \| \| \| \| \| \| Trematosuchus \| \| \| \| |
|  |                                                                 |
|  | Trematosaurus                                                   |
|  |                                                                 |
|  | Trematosuchus                                                   |
|  |                                                                 |

|  | Trematosaurus |
|  |               |
|  | Trematosuchus |
|  |               |

|  | Tertrema                                                       |
|  |                                                                |
|  | \| \| Lyrocephaliscus \| \| \| \| \| \| Platystega \| \| \| \| |
|  |                                                                |
|  | Lyrocephaliscus                                                |
|  |                                                                |
|  | Platystega                                                     |
|  |                                                                |

|  | Lyrocephaliscus |
|  |                 |
|  | Platystega      |
|  |                 |

|  | Luzocephalus                                                    |
|  |                                                                 |
|  | \| \| Trematosaurus \| \| \| \| \| \| Trematosuchus \| \| \| \| |
|  |                                                                 |
|  | Trematosaurus                                                   |
|  |                                                                 |
|  | Trematosuchus                                                   |
|  |                                                                 |

|  | Trematosaurus |
|  |               |
|  | Trematosuchus |
|  |               |

|  | Erythrobatrachus                                                |
|  |                                                                 |
|  | Cosgriffius                                                     |
|  |                                                                 |
|  | \| \| Stoschiosaurus \| \| \| \| \| \| Wantzosaurus \| \| \| \| |
|  |                                                                 |
|  | Stoschiosaurus                                                  |
|  |                                                                 |
|  | Wantzosaurus                                                    |
|  |                                                                 |

|  | Stoschiosaurus |
|  |                |
|  | Wantzosaurus   |
|  |                |

|  | Erythrobatrachus                                                |
|  |                                                                 |
|  | Cosgriffius                                                     |
|  |                                                                 |
|  | \| \| Stoschiosaurus \| \| \| \| \| \| Wantzosaurus \| \| \| \| |
|  |                                                                 |
|  | Stoschiosaurus                                                  |
|  |                                                                 |
|  | Wantzosaurus                                                    |
|  |                                                                 |

|  | Stoschiosaurus |
|  |                |
|  | Wantzosaurus   |
|  |                |